# Aglossa caprealis
Espèce
Synonymes
- Acrobasis incultella Walker, 1866[1]
- Aglossa domalis Guenée, 1854[1]
- Crambus capreolatus Haworth, 1809[1]
- Pyralis aenalis Costa, 1836[1]
- Pyralis caprealis Hübner, 1809[1]
- Pyralis cuprealis Hübner, 1825[1]
- Tetralopha enthealis Hulst, 1886[1]

L’Aglosse cuivrée (Aglossa caprealis) est une espèce d'insectes lépidoptères (papillons) de la famille des Pyralidae.

## Description
Envergure d'environ 25 mm. Ailes de couleur brun-rouge à pourpre.

## Biologie
La chenille de l'Aglosse cuivrée se nourrit de grain (dont le maïs) et de foin. Elle s'abrite dans une galerie soyeuse entre les débris de céréales et chaumes de préférence humides. Elle fréquente les granges, appentis, étables ...
L'imago vole de juin à août.